# Manuscrisele din Franța (manuscrise realizate de Leonardo da Vinci)

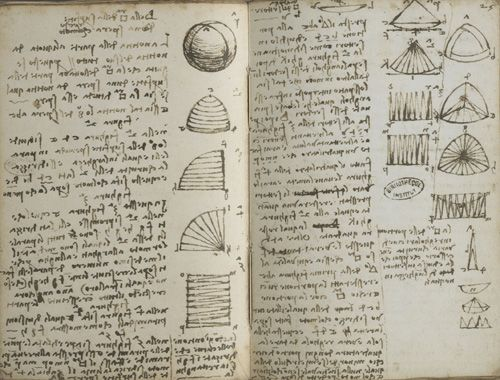
Detalii din Manuscrisul parizian E

În cadrul Institutului Francez sunt conservate Manuscrisele din Franța care odată se găseau în Biblioteca Ambroziană din Milano și care au fost aduse de către Napoleon Bonaparte în Franța în 1795. Conform însemnărilor de la sfârșitul secolului al XVIII-lea, ele au fost notate cu literele alfabetului de la A la M. Manuscrisele au fost realizate de Leonardo da Vinci.

## Lista manuscriselor

### Manuscrisul A
Conținutul manuscrisului se referă în principal la pictură și la fizică.

### Manuscrisul B
Materialul principal al acestui manuscris îl constituie schițele de arme și mașini militare sau de lucru, bisericile cu plan central, proiectele futuriste pentru mașini de zbor și alte invenții.

### Manuscrisul C
Este dedicat studiului efectelor luminii și umbrei asupra formelor și diverselor suprafețe.

### Manuscrisul D
Conține studii asupra structurii ochiului și asupra naturii vederii.

### Manuscrisul E
În acest manuscris este vorba despre două subiecte principale, aflate în strânsă legătură cu proiectarea unei mașini.

### Manuscrisul F
Se bazează pe studiul apei, cu exemple de o rară măiestrie grafică în desenarea formelor dificile în care se poate prezenta elementul lichid.

### Manuscrisul G
Dintre numeroasele teme tratate, o atenție deosebită se acordă botanicii.

### Manuscrisul H
Manuscrisul este alcătuit din trei caiete de notițe diferite. Este dedicat studiului apei.

### Manuscrisul I
Este alcătuit din două carnețele, primul având 96 de pagini, iar al doilea 182.

### Manuscrisul K
Este alcătuit din trei carnețele primul având 96 de pagini, al doilea 64, iar al treilea 96. Primele două carnețele au ca subiect principal geometria.

### Manuscrisul L
Dedicat fortificațiilor militare și zborului păsărilor.

### Manuscrisul M
În acest manuscris, Leonardo dedică multe pagini geometriei și fizicii.